# Ernst Bahr (historien)
Ne doit pas être confondu avec Ernst Bahr (homme politique).
Pour les articles homonymes, voir Bahr.
Ernst Karl Bahr (né le 19 août 1907 à Kapellenhütte, arrondissement de Karthaus, Prusse-Occidentale et mort le 28 mai 1998 à Marbourg) est un historien allemand à l'Institut Herder de Marbourg.

## Biographie
Le père, Gustav Albert Bahr, est agriculteur et propriétaire d'une ferme à Kapellenhütte, la mère est Johanna (Hanna), née. Burandt. Ernst Bahr étudie à l'école primaire et l'école commerciale de Dantzig, où il obtient son diplôme d'études secondaires en 1923. Il travaille ensuite comme représentant commercial pour un grand négociant en semences danois à Dantzig, puis pour une usine de meubles viennoise. Depuis 1929, il travaille pour le Dr. August Oetker (de) à Oliva.
En 1932, Ernst Bahr passe l'Abitur pour non-étudiants à Dantzig et commence à étudier les études slaves, les études allemandes, l'histoire et la philosophie à l'Université technique. L'année suivante, il s'installe à Varsovie, où il est le représentant autorisé de Dr August Oetker et peut poursuivre ses études. En 1934, il met fin à son activité professionnelle et effectue des semestres à l'étranger à Marbourg et Berlin. En 1936, Bahr obtient son doctorat auprès d'Erich Keyser (de) à Dantzig.
Depuis la fin de 1937, Ernst Bahr travaille pour la Chambre de commerce et d'industrie de Dantzig dans ses archives et sa bibliothèque et devient rédacteur en chef du Danziger Wirtschafts-Zeitung. Il est soldat en 1939/40 et depuis 1942 et est fait prisonnier par les Américains en 1945. Bahr travaille pour les autorités d'occupation américaines en Bavière depuis 1946.
En 1951, Erich Keyser l'amène au nouvel institut Herder de Marbourg, destiné à la recherche historique sur l'Europe-Centrale et Orientale. Ernst Bahr devient l'un des employés les plus productifs et publie de nombreux livres, essais et articles au cours des décennies suivantes. Il devient rédacteur en chef, puis rédacteur en chef des 90 volumes de Wissenschaftlichen Beiträge zur Geschichte und Landeskunde Ostmitteleuropas et, depuis 1975, co-éditeur de l'Altpreußischen Biographie. L'histoire de la Prusse-Occidentale reste au centre de son travail.